# Steffie

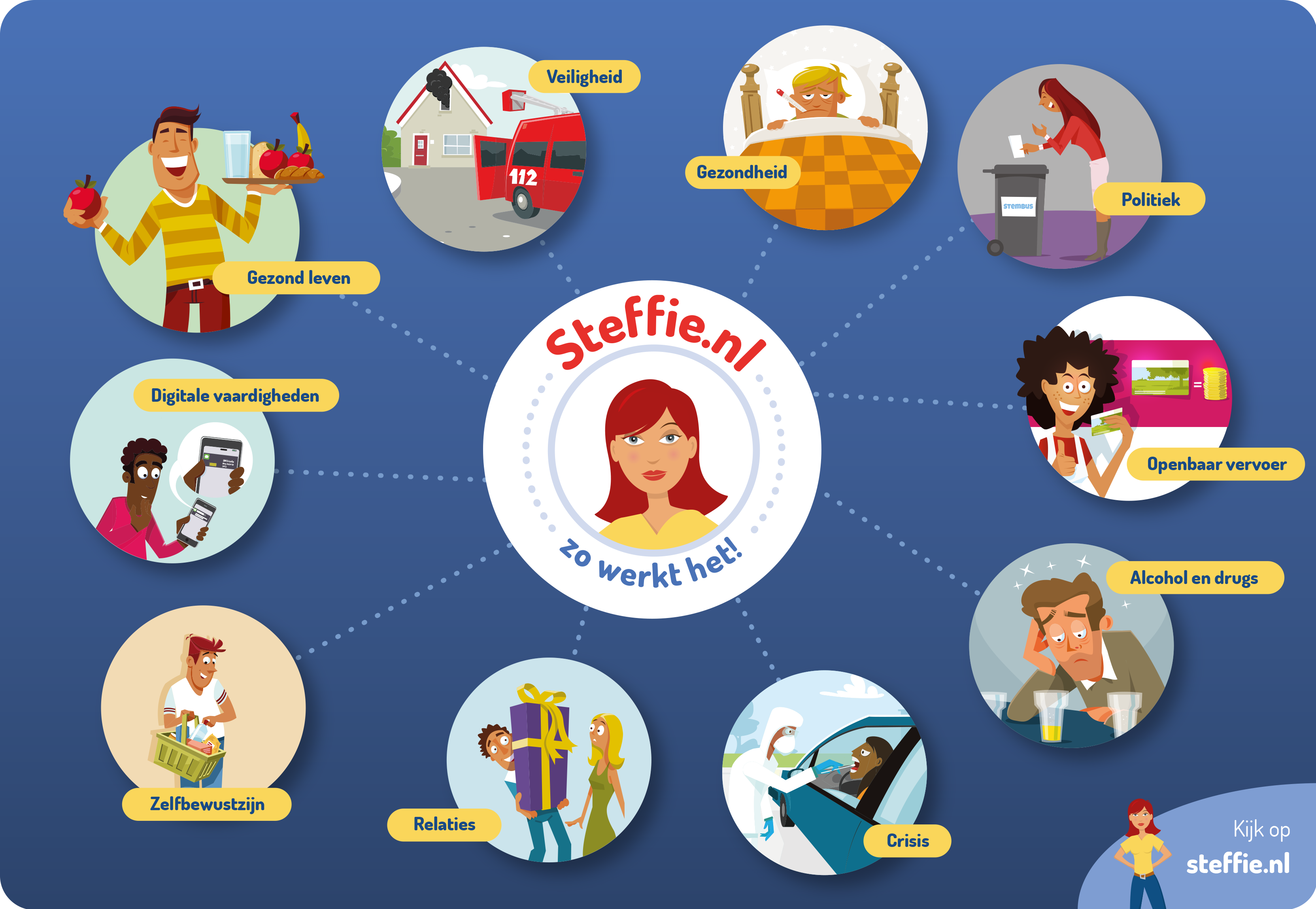
Steffie legt alledaagse zaken uit in makkelijke taal.

Steffie is een vorm van e-learning die sinds 2002 onafhankelijke en begrijpelijke informatie aanbiedt in Nederland. In simpele bewoording en ondersteund door beeld worden levensgebieden behandeld zoals orgaandonatie, inburgering, eenzaamheid, juridische- en geldzaken, digitale vaardigheden zoals gebruik van Digi-D of bijvoorbeeld politieke onderwerpen en toegankelijke verkiezingen. Steffie werd vanaf maart 2020 ook ingezet om de communicatie over COVID-19 van de Nederlandse overheid op een begrijpelijke manier over te brengen. De populariteit van Steffie wordt grotendeels verklaard omdat ze door ervaringsdeskundigen wordt gemaakt en de Nederlandse samenleving steeds ingewikkelder is geworden. 

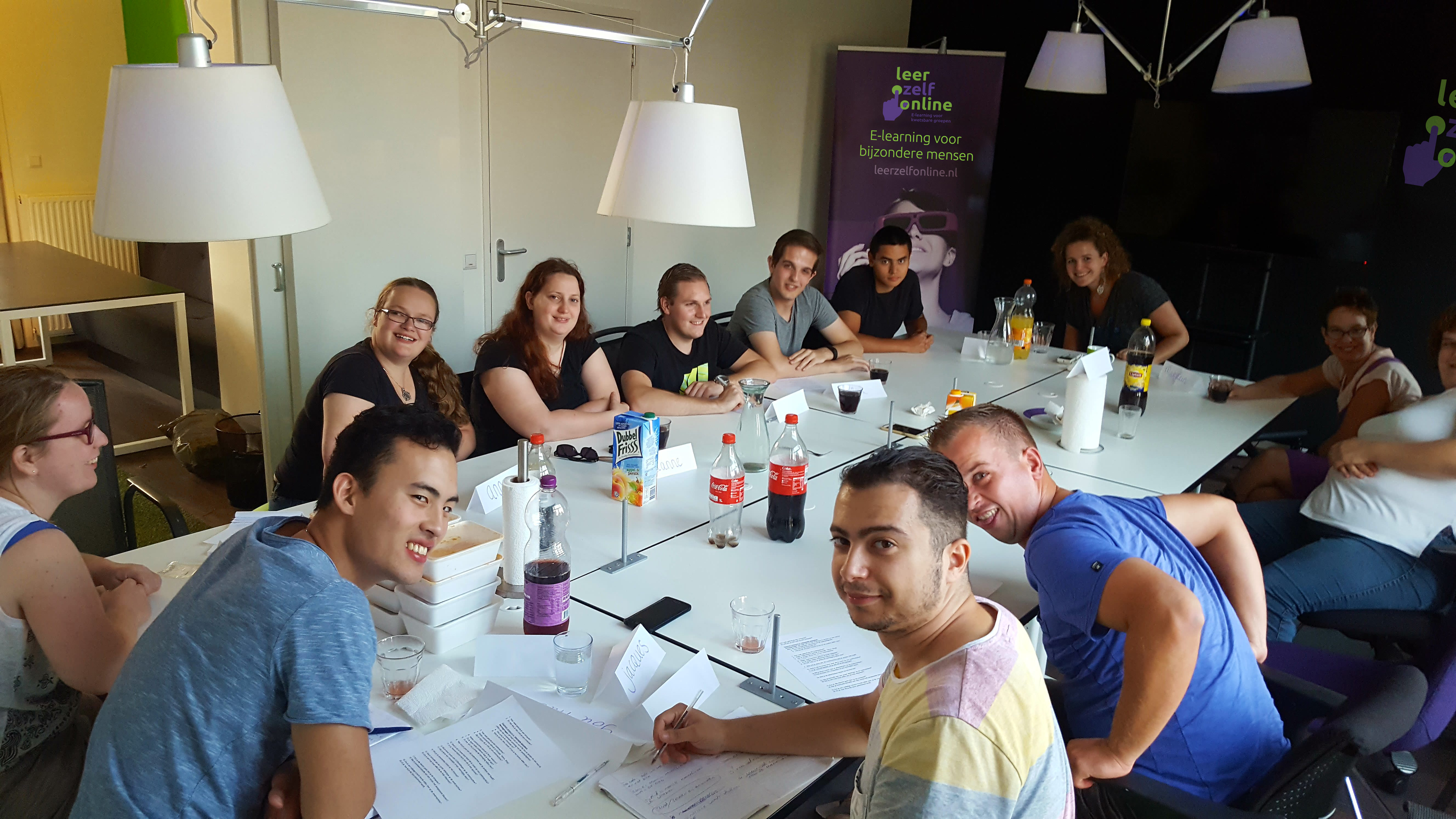
Ervaringsdeskundigen helpen mee met het ontwerpen van de leer- en hulpmiddelen van Steffie.

## Ervaringsdeskundigen
Steffie wordt gemaakt door de sociale onderneming Leer Zelf Online (LZO), met hulp van vrijwilligers, ervaringsdeskundigen en ontwerpers met ervaring op het aanbieden van toegankelijke informatie. Hierbij worden de ontwerpprincipes van inclusief ontwerp gevolgd. In Nederland leven volgens het SCP circa 1.3 miljoen mensen met sociale redzaamheidsproblematiek en/of een verstandelijke beperking die steeds minder zelfredzaam zijn omdat de samenleving te ingewikkeld voor ze is geworden. Daarvan krijgen ongeveer 110.000 mensen een vorm van hulp van een zorgorganisatie in de Wet langdurige zorg: hoeveel mensen ondersteuning krijgen vanuit de gemeentes via de WMO, is onduidelijk.

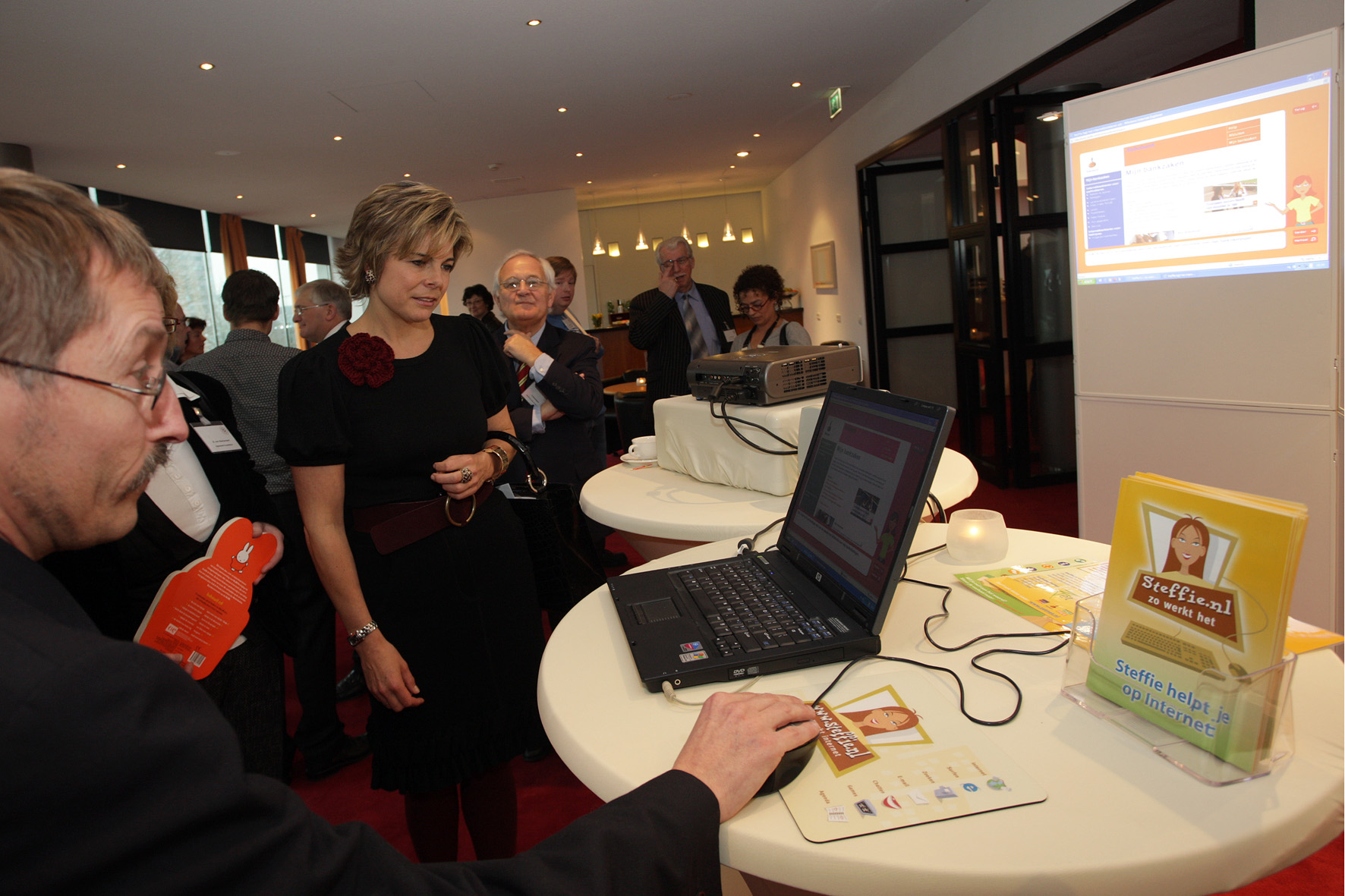
Prinses Laurentien van Oranje opent een website van Steffie over eenvoudig online bankieren.

Verder wordt Steffie ingezet om laaggeletterden, senioren, kinderen, mensen met een verstandelijke beperking en migranten en vluchtelingen van begrijpelijke informatie en oefeningen te voorzien, en om inburgeringsplichtigen te ondersteunen bij de Nederlandse inburgering. Steffie is naast in het Nederlands en het Fries ook beschikbaar in het Engels, Arabisch, Frans, Turks, Pools, Bulgaars, Roemeens, Turks, Oekraïens, Somalisch en het Tigrinya. Steffie is naast een zelfstandige website, ook geïntegreerd in verschillende online lesmethodes zoals Klik en Tik.

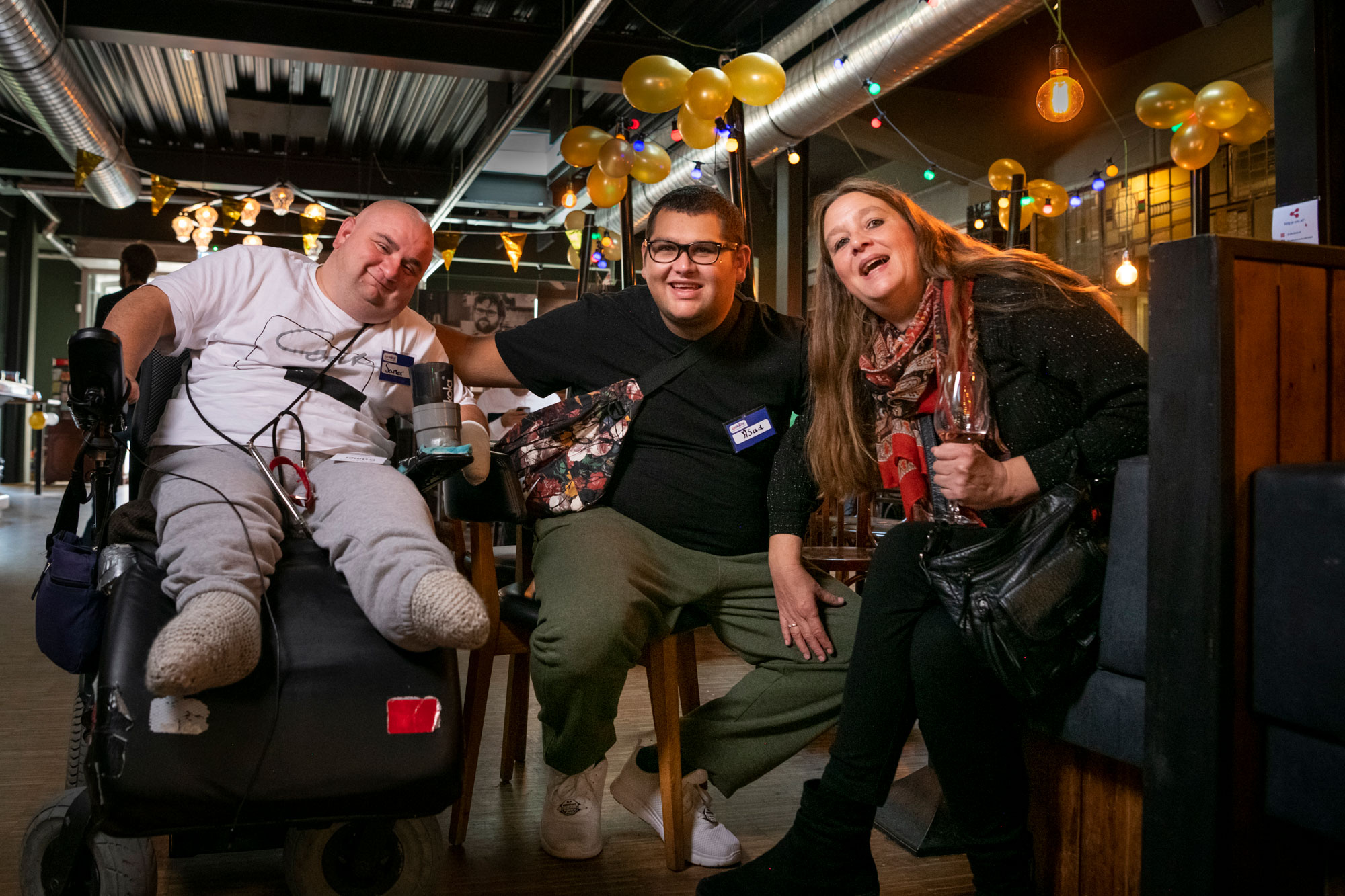
Met ABCDate en ABCMaatje kunnen mensen met een verstandelijke beperking veilig, eenvoudig en gelijkwaardig contact maken.

## Eenzaamheidsbestrijding
Om de verder toenemende eenzaamheid te bestrijden bij mensen met een verstandelijke beperking werkt Steffie samen met tientallen zorgorganisaties in Nederland. Op ABCDate kan deze kwetsbare groep veilig en eenvoudig contact met elkaar maken. In de gemeente Den Haag is Steffie in oktober 2021 met een proef gestart met lokale eenzaamheidsbestrijding. Mensen met een verstandelijke beperking die om wat voor reden dan ook geen zorg ontvangen, kunnen zich aanmelden bij ABCMaatje. Zo kunnen ze met begeleiding veilig en eenvoudig nieuwe mensen leren kennen.

## Toegankelijke verkiezingen
Speciaal voor de Tweede Kamerverkiezingen van 2021 maakte Steffie een website met toegankelijke informatie voor mensen met een verstandelijke beperking. Steffie legt niet alleen uit hoe je kan stemmen, maar heeft ook samen met Kieskompas een toegankelijke kieshulp in eenvoudige taal ontworpen. Bij de ontwikkeling van dit project maakte Steffie gebruik van een stemlaboratorium waar 25 ervaringsdeskundigen een proefstem uitbrachten. Na deze proef op 11 februari 2021 bleek dat het briefstemmen onvoldoende toegankelijk was voor 70-plussers. De helft stemde ongeldig. Daarna moest demissionair minister Kajsa Ollogren de briefstemprocedure enkele keren noodgedwongen aanpassen om grote hoeveelheden ongeldige stemmen te voorkomen. Sindsdien is Steffie bij elke verkiezingen actief met ervaringsdeskundigen en diverse hulpmiddelen. Bij de laatste Tweede Kamerverkiezingen in november 2023 maakte meer dan een miljoen mensen gebruik van haar stemhulpen.

## Inclusieve kunst en cultuur

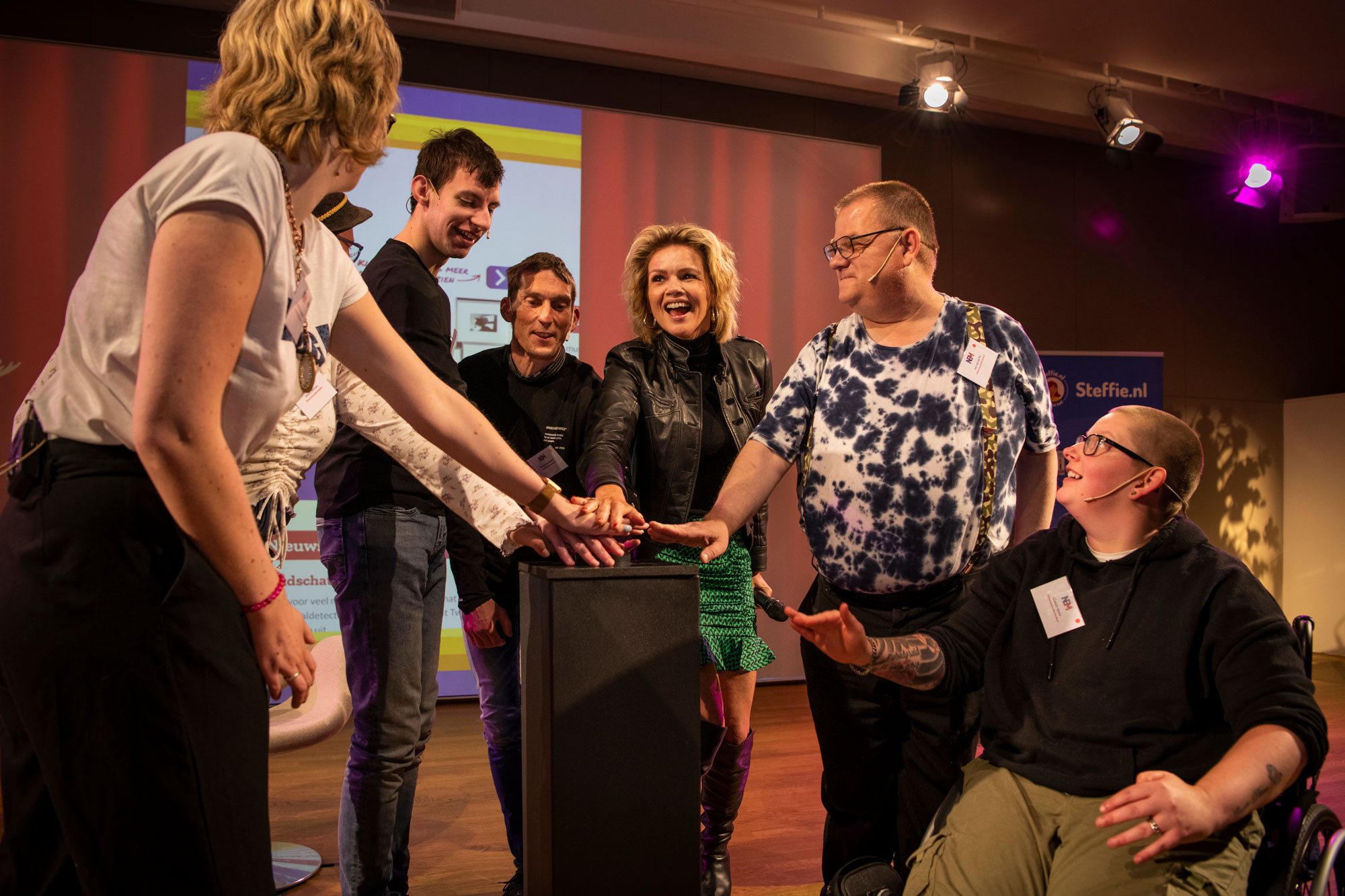
De Museumonderzoekers van Steffie openen samen met Tooske Ragas het project Naar een museum. Het project moet museumbezoek eenvoudiger maken voor mensen met een beperking.

In 2021 is Steffie begonnen met het project Naar een museum! Het doel is om musea toegankelijker te maken voor mensen met een (verstandelijke) beperking. Meer dan 40 mystery guests met een beperking bezochten na een training met een speciaal ontworpen vragenlijst musea door heel Nederland. Vaak bleken een paar kleine aanpassingen genoeg voor een leuk dagje uit. Het doel van het unieke project is tweeledig. Toegankelijke kunst en cultuur zijn een welkome aanvulling op de vaak eenzijdige vrijetijdsbesteding van mensen met een verstandelijke beperking en de musea krijgen in een tijd van teruglopende bezoekersaantallen oog voor deze vaak vergeten doelgroep. In 2022 worden de museumbezoeken en adviezen verder uitgebouwd. De website werd feestelijk geopend in het Rijksmuseum in Amsterdam.

## Optimistisch nieuws
In de zomer van 2022 is Steffie gestart met een positieve nieuwsvoorziening in makkelijke taal. Uit onderzoek blijkt namelijk dat meer dan 20% van de Nederlanders nieuws is gaan mijden met alle gevolgen van dien. Veel mensen zijn afgehaakt tijdens de coronacrisis en de oorlog in Oekraïne omdat het negatieve nieuws ze te veel stress oplevert of omdat het nieuws onvoldoende toegankelijk voor ze was. In Nederland zijn er ongeveer 2,5 miljoen mensen die moeite hebben met lezen en schrijven. Voor hen is het best lastig om het nieuws te volgen dat dagelijks op radio, tv, in kranten en op online-platforms wordt aangeboden. Na een succesvolle proef gaat Steffie in samenwerking met diverse media begrijpelijk, beeldend en positief nieuws maken voor mensen die een zetje kunnen gebruiken.

## Beweegprogramma
Uit divers onderzoek  blijkt dat mensen met een verstandelijke beperking tijdens en na de coronamaatregelen minder zijn gaan bewegen. Dat leidt in veel gevallen tot overgewicht en verslechtering van de conditie. In het voorjaar van 2023 heeft Steffie daarom samen met diverse kenniscentra het beweegprogramma Fit met Steffie ontworpen. Dit platform bestaat uit een website en een app met eenvoudige beweegoefeningen in makkelijke taal, beweegevenementen op locatie en de mogelijkheid om individuele beweegafspraken te maken.

## Retoursticker
In april 2023 introduceerde Steffie een retoursticker voor moeilijke brieven van de overheid. Uit onderzoek  blijkt dat veel burgers in toenemende mate last hebben van onbegrijpelijke post en andere communicatie van diverse overheidsdiensten. Dit leidt tot een grote maatschappelijke schade. De sticker die is ontworpen op verzoek van en met hulp van ervaringsdeskundigen kreeg veel media-aandacht en wordt op grote schaal besteld en toegepast. Ook heeft de retoursticker van Steffie geleid tot kamervragen aan Hanke Bruins Slot, Minister van Binnenlandse Zaken en Koninkrijksrelaties.

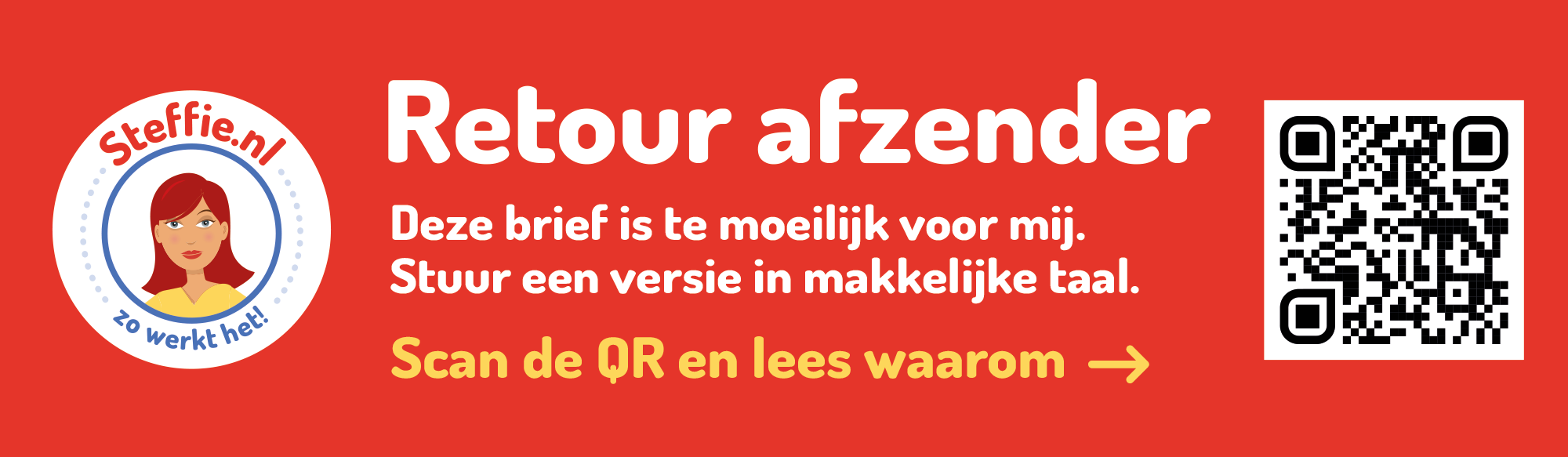
Burgers sturen te ingewikkelde brieven van de overheid terug met de retour afzender stickers van Steffie.

## Onderzoek

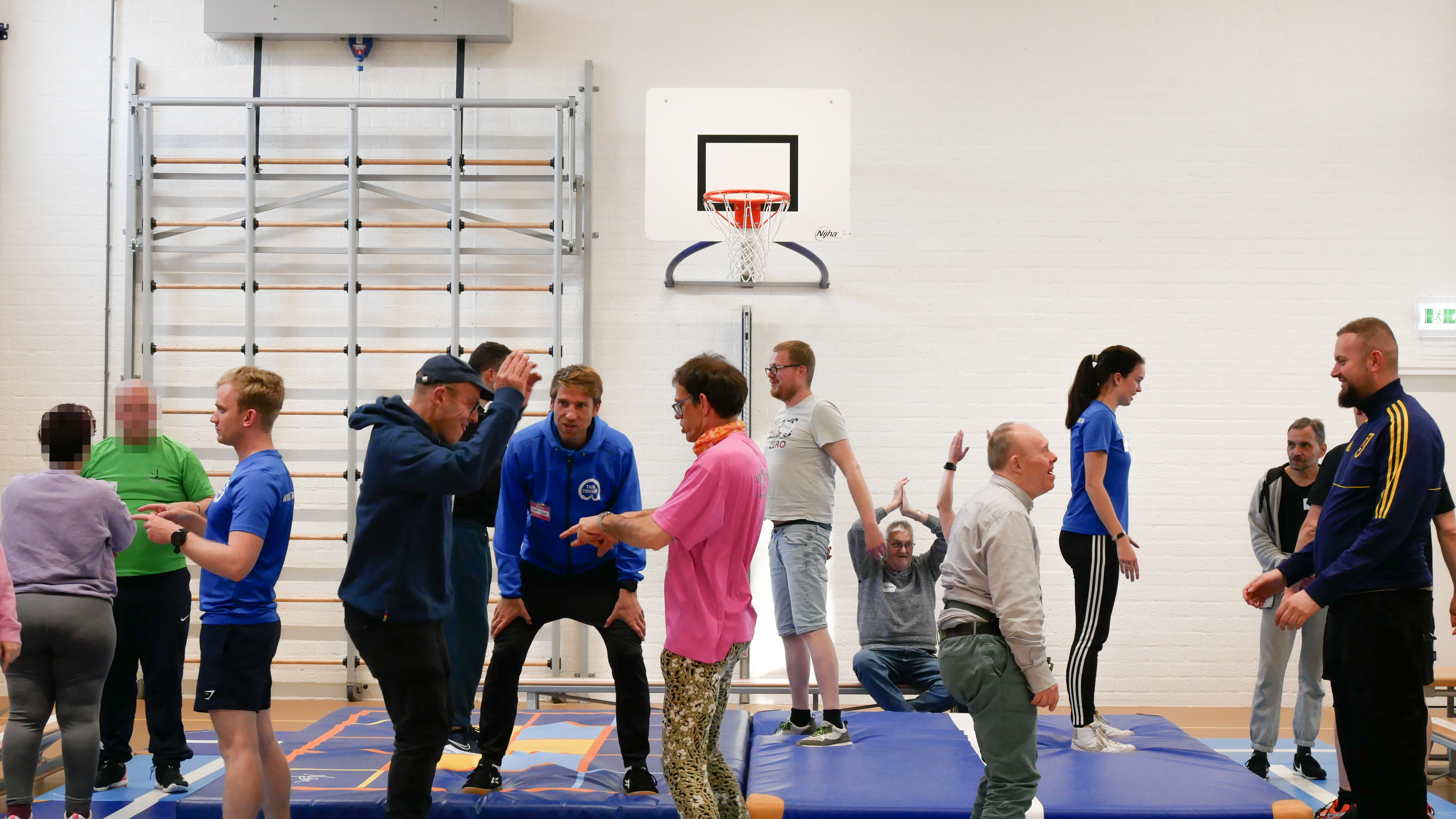
Fit met Steffie beweegevenement voor mensen met een verstandelijke beperking

Naar diverse inclusieve ontwerpen van Leer Zelf Online wordt onderzoek gedaan. De interventies ABCDate en ABCMaatje om eenzaamheid te bestrijden bij mensen met een verstandelijke beperking zijn onderdeel van het thematische programma van de Nationale Wetenschapsagenda (NWA). Dit draagt bij aan een verbeterd inzicht in de oorzaken en aard van eenzaamheid, aan inzicht in een effectieve inzet op het verminderen van eenzaamheid en aan inzicht in het mogelijke taboe op eenzaamheid in de samenleving.
Steffie maakt ook onderdeel uit van het project LEEV! Effectieve leefstijlondersteuning aan mensen met een beperking. Binnen dit vierjarige project van de Hanzehogeschool Groningen werken verschillende onderwijs-, onderzoeks- en kennisinstellingen en zorgorganisaties aan een gepersonaliseerde integrale leefstijlinterventie voor mensen met een verstandelijke beperking.
Leer Zelf Online is onderdeel van het Active Inclusive Design programma (AID). Het project AID wil een bijdrage leveren aan een inclusievere maatschappij door het vermogen van ontwerpers te versterken om inclusieve producten en diensten te ontwerpen. De kennis die hierbij wordt ontwikkeld, kan toegepast worden bij het ontwikkelen van zowel digitale als niet-digitale producten en diensten. AID is in samenwerking met de onderzoekers van Hogeschool Utrecht, HAN en de TUDelft. 